# محمد أباد (باغ صفا)
محمد أباد (بالفارسية: محمدآباد) هي قرية تقع في إيران في قسم باغ صفا الريفي. يقدر عدد سكانها بـ 55 نسمة بحسب إحصاء 2016.